# Jah-Nhai Perinchief
Jah-Nhai Perinchief (13 dicembre 1997) è un triplista bermudiano.

## Biografia
Inizia la sua carriera nel salto in alto, partecipando tra il 2013 e il 2016 a diverse manifestazioni internazionali riservate alle categorie under 18 e under 20, compresi i campionati mondiali under 20 di Bydgoszcz 2016, dove si classifica settimo.
Nel 2022, dopo essere passato al salto triplo, prende parte ai sui primi campionati internazionali: ai mondiali indoor di Belgrado si classifica settimo, mentre ai mondiali all'aperto di Eugene non riesce a superare le fasi di qualificazione. Lo stesso anno conquista la medaglia di bronzo ai Giochi del Commonwealth.
Nel 2023, dopo essersi classificato settimo ai Giochi centramericani e caraibici di San Salvador, partecipa ai campionati mondiali di Budapest, dove però si ritira durante i turni di qualificazione dopo un salto nullo.

## Progressione

### Salto triplo
| Stagione | Misura     | Luogo        | Data      | Rank. Mond. |
| -------- | ---------- | ------------ | --------- | ----------- |
| 2024     | 16,82 m    | Memphis      | 11-7-2024 | 38º         |
| 2023     | 16,85 m    | Memphis      | 4-8-2023  | 29º         |
| 2022     | 16,95 m    | Chula Vista  | 29-5-2022 | 26º         |
| 2022     | 16,95 m(i) | Belgrado     | 18-3-2022 | 26º         |
| 2021     | 17,03 m    | Eugene       | 11-6-2021 | 28º         |
| 2020     | 16,64 m(i) | Lubbock      | 31-1-2020 | 42º         |
| 2019     | 16,75 m(i) | Lubbock      | 23-2-2019 | 59º         |
| 2018     | 16,00 m(i) | Fayetteville | 16-2-2018 | 228º        |
| 2017     | 15,55 m(i) | Pittsburg    | 4-3-2017  | 462º        |
| 2017     | 15,55 m(i) | Iowa City    | 14-1-2017 | 462º        |
| 2016     | 16,07 m    | Levelland    | 17-5-2016 | 221º        |

## Palmarès
| Anno | Manifestazione          | Sede         | Evento        | Risultato      | Prestazione | Note |
| ---- | ----------------------- | ------------ | ------------- | -------------- | ----------- | ---- |
| 2013 | Panamericani juniores   | Medellin     | Salto in alto | 13º            | 1,95 m      |      |
| 2014 | Olimpiadi giovanili     | Nanchino     | Salto in alto | 8º             | 2,00 m      |      |
| 2014 | Olimpiadi giovanili     | Nanchino     | 8×100 m mista | 6º             |             |      |
| 2015 | Campionati NACAC        | San José     | Salto in alto | 5º             | 2,15 m      |      |
| 2016 | Mondiali under 20       | Bydgoszcz    | Salto in alto | 7º             | 2,18 m      |      |
| 2022 | Mondiali indoor         | Belgrado     | Salto triplo  | 5º             | 16,95 m     |      |
| 2022 | Mondiali                | Eugene       | Salto triplo  | 22º (q)        | 16,38 m     |      |
| 2022 | Giochi del Commonwealth | Birmingham   | Salto triplo  | Bronzo         | 16,92 m     |      |
| 2023 | Giochi CAC              | San Salvador | Salto triplo  | 7º             | 15,66 m     |      |
| 2023 | Mondiali                | Budapest     | Salto triplo  | Qualificazione | nm          |      |
| 2024 | Giochi olimpici         | Parigi       | Salto triplo  | 28º (q)        | 16,23 m     |      |

## Campionati nazionali
- 1 volta campione bermudiano assoluto del salto triplo (2021)

2021
- Oro ai campionati bermudiani assoluti, salto triplo - 16,94 m